# ییکوویتسه
ییکوویتسه (به لهستانی:  Jejkowice) یک روستا در لهستان است که در گمینا ییکوویتسه واقع شده‌است. ییکوویتسه ۳٬۵۴۰ نفر جمعیت دارد.